# Arthur Géa
Arthur Géa (* 2. Januar 2005 in Carpentras) ist ein französischer Tennisspieler.

## Persönliches
Géa trainierte im Alter von 7 bis 13 an der Alain Barrère Academy in Le Pontet. Später wechselte er an das nationale Trainingszentrum des französischen Tennisverbands.

## Karriere
Géa spielte zwischen 2019 und 2023 auf der ITF Junior Tour. 2020 gewann er ein J4- und J5-Turnier im Einzel sowie ein J5-Turnier im Doppel, alles Turniere niedriger Wertigkeit. 2021 nahm er das erste Mal an einem Grand-Slam-Turnieren teil, als er bei den French Open die zweite Runde im Einzel erreichte. 2022 gewann er die Titel beim J300 Bradenton und J300 Charleroi-Marcinelle. Außerdem stand er bei allen vier Majors im Hauptfeld und zog einmal ins Achtelfinale ein, wodurch er erstmals unter den Top 20 der Junioren stand. In seinem letzten Jahr als Junior erzielte er seine besten Resultate. Bei den US Open schied er im Einzel erst im Halbfinale gegen Learner Tien aus. Einen Schritt weiter ging er in Wimbledon, wo er an der Seite des Serben Branko Đurić das Endspiel des Doppels erreichte. Sie verloren dort gegen Jakub Filip und Gabriele Vulpitta. In der Junioren-Rangliste erreichte er mit Platz 8 seine höchste Notierung.
Bei den Profis spielte Géa 2021 sein erstes Turnier. Er wird seit seiner Jugend von Tarik Benhabiles trainiert, der ehemals Tennisspieler war und als Trainier Andy Roddick zu Erfolg verhalf. 2023 erzielte er die ersten Erfolge, als er gegen Ende des Jahres mehrere Endspiele auf der ITF Future Tour erreichte. Während er das erste Turnier noch verlor, entschied er die drei darauf folgenden Turniere für sich, wodurch er sich auch in der Tennisweltrangliste deutlich verbesserte und erstmals unter den Top 500 stand. In der Saison 2024 versuchte Géa fortan sich auch auf der höherdotierten ATP Challenger Tour zu etablieren, was ihm auch teilweise gelang. Zweimal schied er erst im Viertelfinale eines Challengers aus, im bulgarischen Dobrich stand er das erste Mal im Challenger-Halbfinale. Zudem besiegte er Spieler der Top 150 wie Fabio Fognini oder Lloyd Harris. Mit zwei weiteren Future-Titeln am Jahresende hielt er die Position im Vergleich zum Vorjahr. Im Doppel war sein größter Erfolg der Einzug ins Finale des Challengers von Blois. Auch in dieser Kategorie zog er in die Top 500 ein.
2025 kam er zu seinem Debüt auf der ATP Tour, als er zunächst in der Qualifikation des Turniers in Marseille gestartet war, sich dort gegen Henri Squire und Yosuke Watanuki durchgesetzt hatte und sich dadurch fürs Hauptfeld qualifizierte. Dort unterlag er seinem Landsmann Hugo Grenier mit 5:7, 4:6. In der Weltrangliste schaffte er erstmals den Einzug in die Top 300.